# АО-35
АО-35 — экспериментальный прототип советского автомата со сбалансированной автоматикой, созданный в конструкторском бюро ЦНИИТочМаш Александром Ивановичем Шилиным. Версия данной конструкции под калибр 5,45×39 мм принимала участие в конкурсе 1968 года на замену штатного армейского автомата АКМ.

## Конструкция
Оружие построено по схеме с газоотводной автоматикой, ударный механизм куркового типа. Запирание канала ствола осуществляется поворотом затвора, по аналогии с системой АК. На дульном срезе ствола предусмотрен компенсатор. Приклад оружия, цевьё и пистолетная рукоятка изготавливаются из клеёной фанеры. Особенностью данной системы является сбалансированная автоматика и экстракция стреляных гильз вперед, предусмотренная для комфортного использования оружия пехотой из боевых отсеков БМП и БТР.